# Marija Alexandrowna Uljanowa

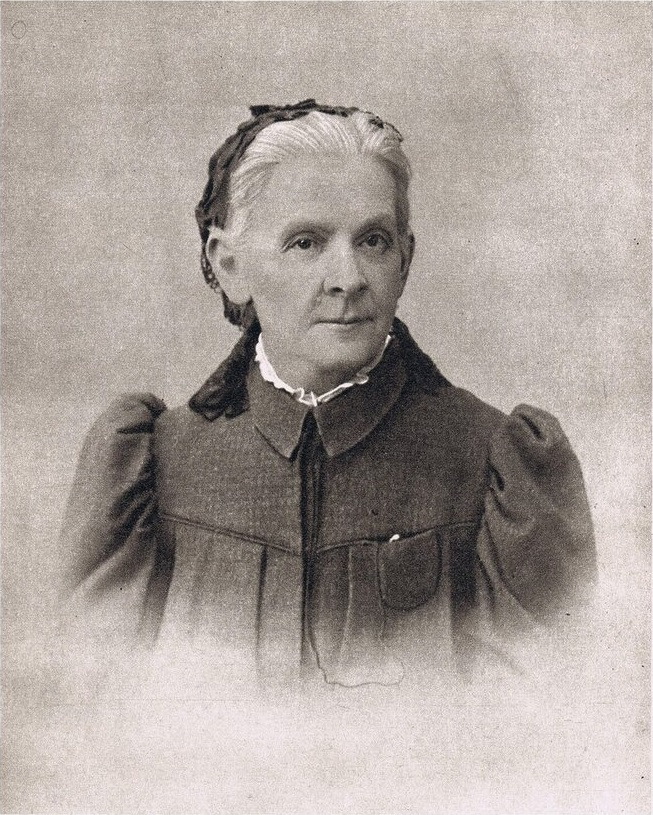
Marija Uljanowa

Marija Alexandrowna Uljanowa, geborene Blank (russisch Мария Александровна Ульянова; * 22. Februarjul. / 6. März 1835greg. in Sankt Petersburg; † 12. Julijul. / 25. Juli 1916greg. in Petrograd), war die Mutter von Wladimir Iljitsch Lenin.

## Leben
Marija Blank war die Tochter von Israel Blank (* ca. 1799; † 17. Juli 1870), auch Alexander Dmitrijewitsch Blank, einem Arzt aus Wolhynien mit deutsch-jüdischen Wurzeln, der zum Christentum konvertierte, und dessen deutsch- und schwedischstämmiger Ehefrau Anna Grosschopf (* ca. 1798; † wohl 1838). Sie wuchs auf dem elterlichen Anwesen Kokuschkino im Gouvernement Kasan auf und konnte deswegen nur eine häusliche Bildung erhalten, die allerdings solide war: Unter anderem erlernte Marija als Autodidaktin drei Fremdsprachen (Deutsch, Englisch, Französisch), konnte gut Klavier spielen und las viel, vor allem die westliche Literatur. 1863 legte sie als Externe das Lehrerinnenexamen ab, worauf sie sich selbstständig vorbereitet hatte. Im gleichen Jahr heiratete sie den Lehrer Ilja Nikolajewitsch Uljanow, den sie bei einem Besuch in Pensa kennengelernt hatte, und nahm seinen Familiennamen an.
Trotz ihrer Bildung konnte Uljanowa nach der Heirat nicht ihrem Beruf nachgehen, da sie sich im Wesentlichen ihrer Familie widmete. Insgesamt gebar sie acht Kinder, von denen zwei (Olga 1868 und Nikolai 1873) das Säuglingsalter nicht überlebt haben. Die übrigen sechs Kinder waren:
- Anna Uljanowa (1864–1935)
- Alexander Uljanow (1866–1887)
- Wladimir Uljanow (1870–1924)
- Olga Uljanowa (1871–1891)
- Dmitri Uljanow (1874–1943)
- Marija Uljanowa (1878–1937)

Nach dem Tod ihres Mannes im Jahr 1886 kümmerte sich Uljanowa allein um die Familie, erhielt eine Witwenrente und schaffte es, als Nachfahrin einer adligen Persönlichkeit für sich und ihre Familienmitglieder ebenfalls einen Adelstitel verliehen zu bekommen. Nach dem Todesurteil gegen ihren älteren Sohn Alexander, der einem Attentäterkreis angehörte, richtete Uljanowa ein Gnadengesuch an Zar Alexander III. persönlich. Daraufhin wurde ihr erlaubt, ihren Sohn in der Haft zu besuchen, jedoch wurde dieser 1887 trotz Gnadengesuch hingerichtet.

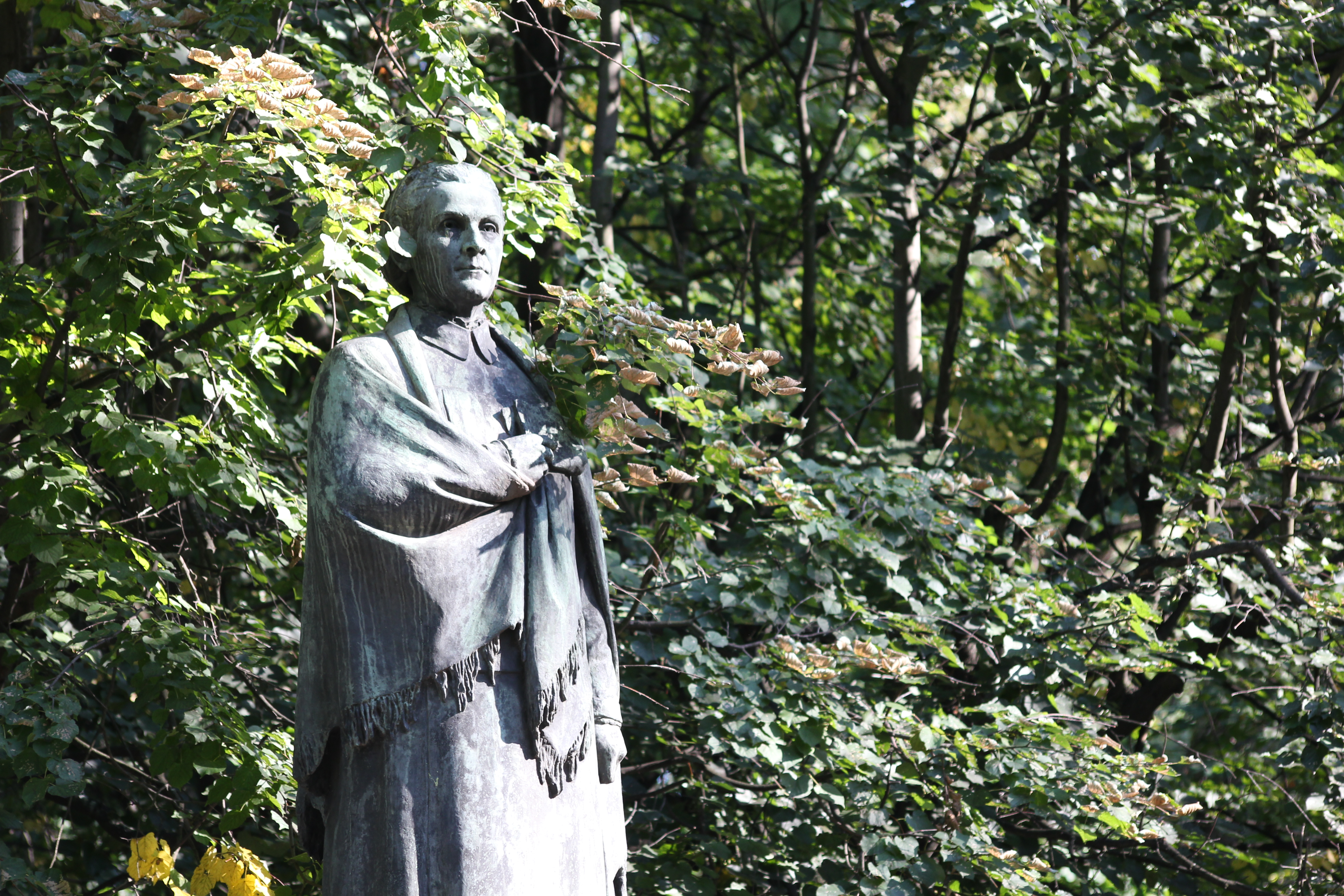
Die Grabskulptur von Marija Uljanowa auf dem Uljanow-Familiendenkmal im Literatorskije Mostki Teil vom Wolkowo-Friedhof

Auch zu ihrem bekanntesten Sohn Wladimir stand Uljanowa während dessen revolutionärer Aktivitäten und besuchte ihn auch zweimal im Exil, so 1902 in Frankreich und 1910 in Schweden. Außerdem unterhielt Lenin regelmäßigen Briefwechsel mit seiner Mutter bis zu ihrem Tod.
Marija Uljanowa starb im Juli 1916 und wurde auf dem Sankt Petersburger Wolkowo-Friedhof beigesetzt.